# Wilkes-Barre
Wilkes-Barre es una ciudad ubicada en el condado de Luzerne en el estado estadounidense de Pensilvania. En el año 2000 tenía una población de 43,123 habitantes y una densidad poblacional de 2,430.6 personas por km². Wilkes-Barre es también la sede del condado. 

## Geografía
Wilkes-Barre se encuentra ubicada en las coordenadas 41°14′40″N 75°52′41″O / 41.24444, -75.87806.

### Localidades adyacentes
El diagrama muestra las localidades adyacentes en un radio de 4 km a la redonda de Wilkes-Barre.